# Irmak Ünal
Irmak Ünal (* 15. Februar 1977 in Ankara) ist eine türkische Schauspielerin.

## Leben und Karriere
Irmak Ünal wurde am 15. Februar 1977 in Ankara geboren. Sue studierte an der Bilkent Üniversitesi. Danach setzte sie ihr Studium an der Academy of Art University fort. Ihr Debüt gab sie 2000 in der Fernsehserie Mazlum.
Anschließend trat sie 2003 in Kampüsistan auf. Von 2002 bis 2006 war sie mit Taj Valdespino verheiratet. Ihre erste Hauptrolle bekam sie 2005 in Nehir.  2006 wurde Ünal für die Serie Acı Hayat gecastet. Außerdem spielte sie 2008 in dem Film Ayakta Kal die Hauptrolle. Im selben Jahr war Ünal in Arka Sokaklar zu sehen. Zwischen 2010 und 2017 war sie mit Emre Karabacak zusammen. 2017 bekam sie in Dolunay eine Nebenrolle.

## Filmografie
Filme
- 2008: Ayakta Kal
- 2008: Kağıt
- 2008: Kötüler Konağı
- 2009: Aşk Üçgeni
- 2009: Sizi Seviyorum
- 2009: Çığlık Çığlığa Bir Sevda

Serien
- 2000: Mazlum
- 2003: Kampüsistan
- 2004: Haziran Gecesi
- 2005: Nehir
- 2006: Acı Hayat
- 2006: Aah İstanbul
- 2007: El Gibi
- 2008: Arka Sokaklar
- 2017: Dolunay